# 菊池武光
菊池武光（1319年—1373年），鐮倉時代未期的武將。第12代家督菊池武時第十子，通稱豐田十郎。第13代家督菊池武重的弟弟、第14代家督菊池武士的兄長。菊池武光因為盡忠南朝及在九州立下赫赫戰功，而被後人認為是能與楠木正成並稱為龍虎的名將。任肥後守，又為肥前守。

## 繼承菊池家
延元3年/曆應元年（1338年），兄長菊池武重病逝，因武重無子，以菊池武士為養弟而繼任家督。武士由於年紀尚輕，所以先後由叔叔（實為兄長）菊池武敏、木野武茂相繼輔政。因為武士性格柔弱，缺乏統領一族的能力。興國四年（1343年），菊池軍被北朝軍隊擊敗後，九州的南朝勢力被逐步壓制。興國六年（1345年），武士只好早辭家務，由剛率兵奪回了菊池氏的本城深川城的庶兄武光襲職，成為第15代家督。

## 建立南朝征西府
當初後醍醐天皇命懷良親王為征西大將軍，出鎮筑紫正平三年（1348年），菊池武光將後醍醐天皇的皇子懷良親王迎入菊池氏新本城－隈府城，正式成立南朝征西府。其後，武光屢次與大友氏時、少貳賴尚對戰克敵。正平十一年（1356年）春，少貳賴尚因為不滿幕府而投降南朝，並向菊池武光求援。武光果然沒有讓他失望，在古浦城南的針摺原重創了北朝鎮西探題一色范氏。正平十三年（1358年），懷良親王帶領菊池武澄、五條良氏、少貳賴資等人轉戰肥前、豐後，降伏大友氏泰，接著又進攻博多，將一色范氏驅逐到長門。這樣一來，以少貳、大友、島津“九州三人眾”為首，包括松浦、阿蘇神社大宮司、草野等有力武士盡皆歸附南朝。能取得這樣的成效，很大程度上是因為在過去的近十年時間裡，北朝的足利尊氏與其弟足利直內訌給了南朝喘息的機會。同年春天，一色範氏派其弟範光逃回京都向幕府求援。四月三十日，足利尊氏在京都病死，其子義詮繼任為征夷大將軍，任命細川顯氏之子式部大夫繁氏為伊予守，率領大軍征討九州的征西府。繁氏在本據贊岐集結軍隊、船隻，但卻因病而屢次推遲進軍，且於次年六月離奇病死。而在九州，菊池武光為了應對幕府的進攻，決定先進攻日向的治部大輔畠山直顯。

## 筑後川之戰
少貳賴尚、大友氏時因為武光所指揮而慚愧，暗中意圖策應細川繁氏，其後聽聞繁氏死後而寢寂。當時武光率兵五千，於日向六笠城擊敗畠山直顯，大友氏時遂佔據高碕城畔，宇都宮宏知、肥田正員策應，扼守豐前、筑後險隘，斷去武光歸路，武光以氏時無能為也，先往攻畠山直顯子畠山重隆，攻克三股城。國久大懼，放棄六笠城，與畠山重隆一同逃遁。武光乃班師回本城。大友氏時等見其鋒銳，畏縮不出。菊池武光欲與賴尚及阿蘇大宮司宇治惟時，合兵討伐氏時，而未知二人亦有異志，親自率兵五千人，首先兵趨高碕城。途中聽聞賴尚集結大軍佔據太宰府，宇治惟時結九寨於小國寨後，乃還軍攻擊惟時，悉數破去其九寨，斬首級三百餘，惟時僅以身免。明年，奉懷良親王之命，提兵八千餘騎，討伐少貳賴尚。行軍至高良、山柳、坂水、神山等處。
少貳賴尚亦率兵六萬來戰，雙方隔筑後川兩岸列陣。武光督手下兵五千，先渡而攻擊敵陣。賴尚不戰，退兵里許。避於大原，武光追至，敵軍已鑿斷徑路，前阻有泥澤，不可輒進。當初賴尚守在古浦城，為一色直氏所攻。武光赴援終而得免，賴尚為報答他的德行，發誓說：「子孫七世無叛菊池氏。」遺下血書為証。武光取出其誓文，揭於旗竿之上，以羞辱賴尚，相持超過一個月。武光是夜派遣其子武政、姪武信、武明，及赤星武貫等精兵七千人，分為三隊，沿筑後川，乘水聲進軍。又精簡壯士三百人，夜間沿道掩至敵陣之背，發喊雨射。敵眾大駭錯愕，部伍大為擾亂，自相攻擊，死者相枕。夜已明，武政帶領兵士一遷先登，斬殺賴爾子忠資及其裨將三人。菊池武明戰死。菊池武信、赤星武貫率兵一千繼續進軍，與敵兵一萬相遇，殊死而戰，獲首級七百，虜獲忠資之弟賴泰。武貫及結城親昭、加藤宗高等三百人戰死。懷良親王連同武光，將兵三千，大呼直擣敵軍中堅。飛矢如注，親王身被三創，非常危急。朝官數人因禦敵而殉死，親王賴而得脫。世良田大膳大夫某等亦戰歿。武光、武政勵聲督眾，身先將土，奮力鏖戰。敵軍認出武光，叢矢雨射，馬傷而跌倒，武光便換馬再戰，縱橫馳突敵陣共十七次之多，武光所穿上的甲胄被斫而墜地，頭部亦被敵人刀刃砍傷兩處。戰馬又傷而且危急之時，剛好有一敵將逼近，兩人於馬上相搏而一同墜下，武光遂斬去其首級，騎上了他的戰馬，蒙甲冑而再次進軍。大戰自卯時殺至酉時，斬獲三千餘。少貳賴尚終於堅持不住大敗而走。

## 征西府的確立
正平十六年（1361年），菊池武光又與新田族奉懷良親王，統領五千餘兵士出軍博多。北朝的少貳賴尚及大友氏時等二萬五千人前來迎拒，兩軍結陣於香椎。松浦黨三千人據守飯守山，擬定進軍武光陣後，兩軍相持多於十天。菊池家的城隆顯暗中派游僧潜入飯守山的北軍中，向松浦黨散播謠言，動搖了松浦黨的軍心。南軍黎明時分至山下讙呼。敵軍眾素相疑，再無鬥志，爭先逃散，在南軍進攻下追斬略盡。最終在懷良親王、菊池武光合力進攻下北朝軍隊全面崩潰，大敗敵軍。
同月，南軍攻克有智山城，少貳賴尚逃入豐後依附大友氏，南軍終於佔據了整個筑前。征西將軍懷良親王將本領從肥後移到筑前大宰府，標誌著南朝征西府在九州的實力在菊池武光的努力下達到了頂點。
正平十七年（1362年），幕府任命斯波高經的次子斯波氏經為新的鎮西探題，總領九州的軍政大權。同年九月，斯波氏經進入豐後，與大友氏匯合。二十三日，聽說此事之後，菊池武光派遣其弟菊池武義及城隆顯等人率五千人向豐後發動進攻，斯波氏經則集結少貳、宗像大宮司、松浦黨等共計七千餘人，在筑前國長者原要道固守。二十七日，兩軍開始交鋒，南軍的總大將菊池武義受傷，三百餘人戰死，在危難時刻，城隆顯扭轉了戰局，他率五百餘人突入了對方陣地，討取了北軍的少貳筑後二郎和小貳新左衛門尉，斬殺了宗像大宮司、松浦黨的近四百人，斯波氏經只好率軍向豐後撤退。武光隨後親自引軍與武義合兵追至豐後府。而斯波氏經與大友氏退保高崎城、少貳氏在岡城、宗像大宮司在宗像城三地分別固守。武光駐軍豐後府，分遣兵士攻打，相持日久。最終在正平十八年（1363年），武光攻破高崎城，斯波氏經被迫逃往長防。正平二十年（1365年），北朝再次派出了新的鎮西探題澀川義行，但他卻一直滯留在了備後，始終沒能進入九州。

## 大宰府陷落
正平二十二年（1367年），二代將軍足利義詮去世，傳位給其幼子足利義滿，細川賴之被任命為管領輔政。為了改變九州不利的形勢，正平二十六年（1371年），幕府任命遠江守、引付方頭人今川了俊為新的九州探題。今川了俊吸收前幾任探題失敗的教訓，他認為九州的一些北朝勢力並不可靠，在只給予豐後大友氏等族以足夠信任的同時，又徵調諸如擔任長門、周防守護的大內氏等中國和四國的御家人參戰。同年，了俊派遣其子義範、其弟仲秋為前隊出發，準備對太宰府發動進攻。義範在豐後登陸後聯合了當地的大友氏，仲秋在肥前與松浦黨匯合，了俊則和大內義弘統率主力由防長進入豐前，對筑前的南軍進行合圍。文中元年（1372）二月，北軍的三路大軍首先發動進攻，菊池武光指揮南軍拼死防守，在經過長達半年的激戰之後，八月二十二日，太宰府陷落，武光保護懷良親王退往筑後三井郡高良山，南朝征西府開始由盛轉衰。

## 武光之死
文中二年（1373年）十一月十六日，菊池武光逝世，時年五十二歲。由其子菊池武政繼任為家督。